# Mark Teixeira
Mark Charles Teixeira, Spitzname Tex, (* 11. April 1980 in Annapolis, Maryland) war ein US-amerikanischer Baseballspieler in der Major League Baseball (MLB). Er war von 2003 bis 2008 bei verschiedenen Vereinen der MLB aktiv und spielte ab der Saison 2009 bis zu seinem Karriereende 2016 für das Team der New York Yankees in der American League (AL).

## Biografie

### High School und College
Teixeira wuchs in Severna Park in Maryland auf, wo er für die Mount Saint Joseph High School in Baltimore Baseball spielte. Er wurde 1998 noch als High-School-Spieler von den Boston Red Sox im Draft gezogen, lehnte den Vertrag aber ab und entschied sich, für Georgia Tech College Baseball zu spielen. 2001 erreichte er dort einen Batting Average von 0,427 und gewann die Dick Howser Trophy als bester College-Baseballspieler des Landes.

### Texas Rangers

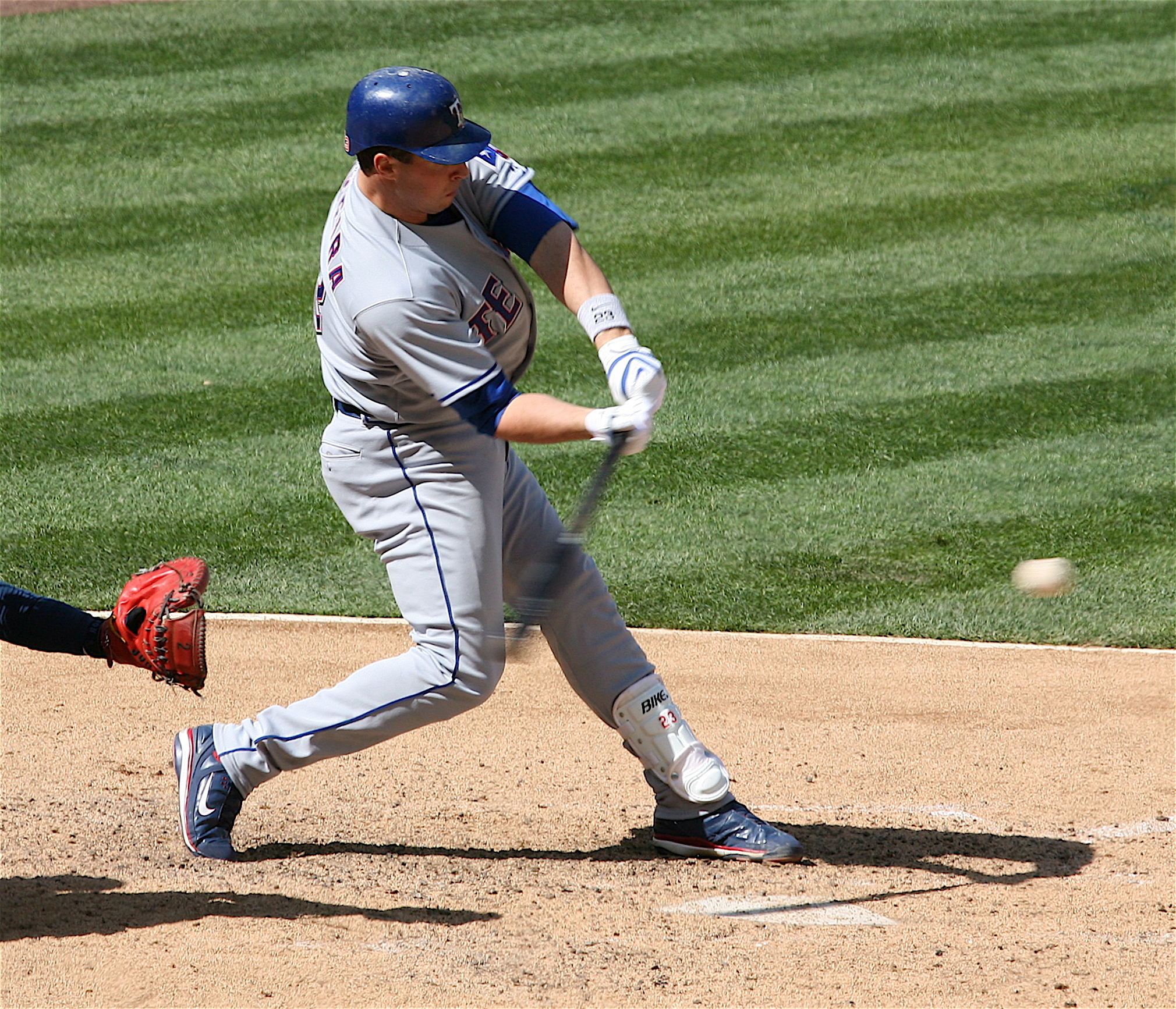
Teixeira am Schlag für die Texas Rangers

2001 ließ sich Teixeira erneut ins Draft aufnehmen und wurde als 5. Pick beim MLB Draft 2001 von den Texas Rangers gezogen. Teixeira begann seine professionelle Karriere in der Saison 2002 in der Florida State League und stieg schnell in die Double-A League auf. Bereits 2003 zogen die Rangers Teixeira in den Major-League-Kader; in seiner Rookie-Saison erzielte er eine Batting Average von 0,259 und 26 Home Runs. 2004 konnte er diese Werte auf 0,281 Batting Average und 38 Home Runs verbessern.
In der Saison 2005 gewann er sowohl den Silver Slugger Award als bester Hitter auf der First-Base-Position als auch den Gold Glove als bester Verteidiger auf dieser Position. In diesem Jahr wurde er auch erstmals ins All-Star-Team gewählt, in dem er direkt einen Home Run schlug. Insgesamt erzielte Teixeira 2005 eine 0,301 Batting Average, 43 Homeruns und 144 RBI.
Teixeira unterschrieb vor der Saison 2006 einen Zweijahresvertrag für 15,4 Millionen US-Dollar. Die Saison 2006 begann schleppend für Teixeira, vor dem All-Star-Break kam er nur auf neun Homeruns. Am Saisonende hatte er trotzdem wieder über 30 Home Runs und 100 RBIs und zählte zu den besten Schlagmännern.
Teixeira spielte bis zum 9. Juni 2007 507 Major-League-Spiele hintereinander, was zu diesem Zeitpunkt die zweitmeisten Spiele in Folge nach Miguel Tejeda waren; diese Serie endete aber durch eine Verletzung (Zerrung des Quadrizeps).

### Atlanta Braves & Los Angeles Angels

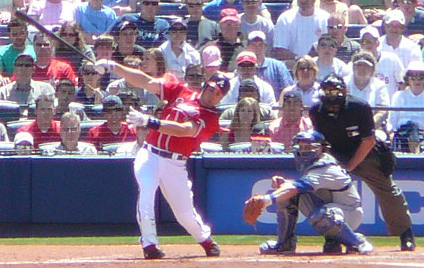
Teixeira bei den Atlanta Braves 2008.

Im Juni 2007 lehnte Teixeira einen Acht-Jahres-Vertrag über 140 Millionen US-Dollar der Texas Rangers ab und wechselte zu den Atlanta Braves.
Sein Debüt für die Braves absolvierte Teixeira am 1. August 2007; er traf in diesem Spiel gegen die Houston Astros einen 3-Run Home Run und erzielte 4 RBIs beim 12:3-Sieg. Auch in den nächsten beiden Spielen schlug er einen Home Run.
In den 54 Spielen, die er 2007 für Atlanta gespielt hat, erreichte Teixeira eine 0,317 Batting Average mit 17 Home Runs und 56 RBI. Die Braves verlängerten seinen Vertrag um ein weiteres Jahr für 12,5 Millionen US-Dollar, Teixeira wurde aber im Juli 2008 an die Los Angeles Angels transferiert. Für die Angels erzielte er 2008 eine Batting Average von 0,358 mit 13 Home Runs uns 43 RBI und verhalf den Angels damit zu ihrer ersten Saison mit 100 Siegen in ihrer Geschichte. Nach der Postseason wurde Teixeira Free Agent.

### New York Yankees

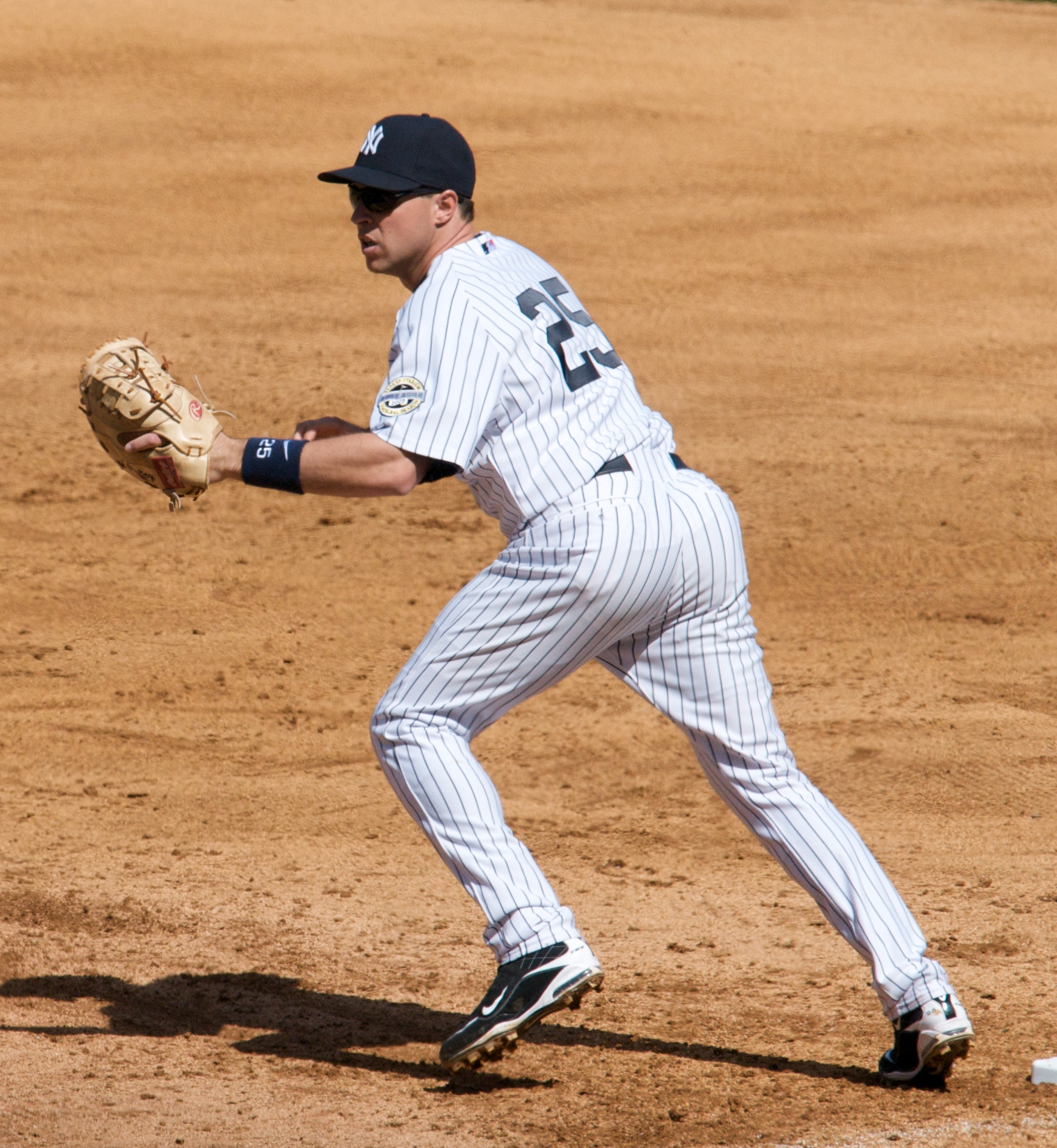
Teixeira an der First Base für die Yankees 2009.

Im Dezember 2008 stimmte Teixeira vorzeitig einem Deal mit den New York Yankees zu: Für 180 Millionen US-Dollar unterschrieb er einen Achtjahres-Vertrag und wurde formell am 6. Januar 2009 zum Yankee. Der Vertrag enthielt zudem eine No-Trade-Klausel und einen Extra Signing-Bonus von 5 Millionen US-Dollar. Neben den Yankees boten auch die Angels, Boston Red Sox, Washington Nationals und Baltimore Orioles für Teixeira. Die Fans der Orioles waren empört über seine Entscheidung, nicht für das Team seiner Heimat zu spielen; im ersten Spiel der Yankees gegen die Orioles buhten die Orioles-Fans ihn aus und warfen ihm Monopoly-Geld nach.
In der Saison 2009 führte Mark Teixeira die American League hinsichtlich Home Runs (39, Gleichstand mit Carlos Pena) und RBIs (122) an. Zudem gewann er seinen dritten Gold Glove für herausragende Defensivleistungen.
Die Saison 2010 begann offensiv zunächst schwach; im April hatte Teixeira einen Batting Average von nur 0,136. Im Verlauf der Saison konnte er sich jedoch noch steigern und seinen Batting Average auf 0,256 bei 33 Home Runs und 108 RBIs bringen. Mit 113 Runs führte er die American League an, bei den Home Runs lag er auf Platz 4. Defensiv zeigte er mit nur 3 Errors und einer Fielding Percentage von 0,998 sehr starke Leistungen und wurde zum vierten Mal mit einem Gold Glove ausgezeichnet.

## Besondere Leistungen
Mark Teixeira wurde 2005 nach Eddie Murray und Chipper Jones der dritte Spieler, der mehr als 20 Home Runs in jeder seiner ersten drei Spielzeiten erzielte. Zudem ist er einer von fünf Spielern, die mehr als 100 Home Runs in den ersten drei Saisons erzielen konnten. Die 2005 insgesamt erzielten 144 RBI sind ein Major-League-Rekord für einen Switch Hitter. Der 180-Millionen-Dollar-Vertrag ist der drittteuerste Transfer in der Geschichte der Major League.

## Außersportliches Leben
Mark Teixeira ist verheiratet und hat zwei Kinder. Er lebt mit seiner Familie in Greenwich, Connecticut. Sein Onkel Pete Teixeira spielte ebenfalls Baseball (für das Minor League Team der Atlanta Braves).